# Fundamental (musikalbum)
Funtamental är Pet Shop Boys nionde studioalbum som släpptes den 22 maj 2006. Albumet är producerat av Trevor Horn. Förstasingel är "I'm With Stupid", släppt den 8 maj 2006. Alla låtar är skrivna av Neil Tennant/Chris Lowe, utom "Numb", skriven av  Diane Warren. "Fundamental" fick en lysande första recension på musiksajten Popjustice i december, där albumet kallades det bästa Pet Shop Boys-albumet sedan Very.
Albumet finns även i en specialversion med en extra CD, Fundamentalism, som innehåller nya versioner av nya och äldre låtar samt remixer.

## Låtlista
1. Psychological
2. The Sodom and Gomorrah Show
3. I made my excuses and left
4. Minimal
5. Numb
6. God willing
7. Luna Park
8. I'm with Stupid
9. Casanova in Hell
10. Twentieth Century
11. Indefinite leave to remain
12. Integral